# Heiningen (Göppingeni járás)
Heiningen település Németországban, azon belül Baden-Württembergben. Lakosainak száma 5206 fő (2023. december 31.).

## Népesség
A település népessége az elmúlt években az alábbi módon változott:
| Lakosok száma | 2565 | 3203 | 4160 | 4753 | 4934 | 5377 | 5408 | 5441 | 4985 | 5206 |
|               | 1961 | 1967 | 1974 | 1980 | 1987 | 1993 | 2000 | 2006 | 2013 | 2023 |